# Oopeltidae
Die Oopeltidae sind eine artenarme Familie von Nacktschnecken aus der Unterordnung der Landlungenschnecken (Stylommatophora). Die etwa zwölf Arten der Familie sind geographisch auf Südafrika beschränkt.

## Merkmale
Die Vertreter der Familie Oopeltidae sind Nacktschnecken mit einem wurmförmigen Körper. Das Gehäuse ist bis auf ein mehr oder weniger dickes Schalenplättchen reduziert und komplett vom Mantel bedeckt. Der Mantel nimmt etwa die Hälfte der Gesamtkörperlänge ein. Die Atemöffnung (Pneumostom) liegt etwa mittig bezogen auf die Mantellänge. Es kann ein schwacher Kiel ausgebildet sein. Die Sohle ist nicht dreigeteilt, manchmal kann ein mittig liegende Längsgrube vorhanden sein. Der Kiefer ist berippt (odontognath). Der Penis besteht aus vier Abschnitten, ein Epiphallus fehlt. Die Vagina ist einfach, das Atrium nicht angeschwollen.

## Geographische Verbreitung
Die wenigen Arten der Familie kommen ausschließlich in Südafrika vor.

## Systematik
Die Familie Oopeltidae wird von Bouchet & Rocroi (2005) in zwei Unterfamilien unterteilt. Schileyko (2007) folgt dieser Unterteilung.
- Familie Oopeltidae Cockerell, 1891
  - Unterfamilie Oopeltinae Cockerell, 1891
    - Gattung Oopelta Mörch, 1867
    - Gattung Helmanita Schileyko, 2007

  - Unterfamilie Ariopeltinae Sirgel, 1985
    - Gattung Ariopelta Sirgel, 1985
    - Gattung Ariostrialis Sirgel, 1985